# Interview ČT24
Interview ČT24 je diskusní pořad České televize, vysílaný od roku 2006, a to živě každý podvečer od 18.28 na ČT24. Pořad má podobu přibližně 25minutového interview moderátora s jediným hostem z řad společenského života. Od února 2020 vysílá ČT24 rovněž Interview speciál, 45minutový rozhovor s výjimečným hostem.

## Historie a moderátoři
Do roku 2012 moderovali Interview ČT24 František Lutonský a Daniela Drtinová. Poté, co se Lutonský stal zástupcem šéfredaktora zpravodajství ČT, jej nahradili Daniela Písařovicová a Bohumil Klepetko. V letech 2013–2014 moderovala Drtinová pořad pouze sama, a to pod názvem Interview Daniely Drtinové. Poté, co v roce 2014 Drtinová odešla z ČT, převzaly Interview Světlana Witowská a Zuzana Tvarůžková, výjimečně pořad moderovali také David Borek nebo Daniel Takáč. Od roku 2018, kdy Světlana Witowská začala moderovat hlavní zpravodajský pořad Události, ji nahradil Daniel Takáč. Pořad také výjimečně moderují zahraniční zpravodajové České televize, a to většinou v případě rozhovorů se zahraničními osobnostmi. 
V letech 2017–2018 byl pod názvem Vědecké Interview vysílán také speciál o vědě, který moderoval Daniel Stach.
Na jaře 2020 v souvislosti s opatřeními proti šíření nákazy covid-19 vedení ČT24 rozhodlo o doplnění moderátorského týmu o Janu Peroutkovou, Lindu Bartošovou a Barboru Kroužkovou. V roce 2020 došlo také k rozšíření frekvence pořadu – od července 2020 se vysílá i nedělní díl a od září přibylo sobotní vydání. Od září 2020 se k moderování pořadu vrátila Světlana Witowská.
V průběhu roku 2022 Witowská s Bartošovou z ČT odešly, z Peroutkové se stala moderátorka Událostí a Událostí, komentářů a nadále moderuje pouze speciální vydání pořadu. Moderátorský tým Interview ČT24 tak nyní tvoří bývalý zpravodaj ČT v Německu Martin Jonáš s Danielem Takáčem s Terezou Řezníčkovou s Terezou Kručinskou (2025).

## Galerie

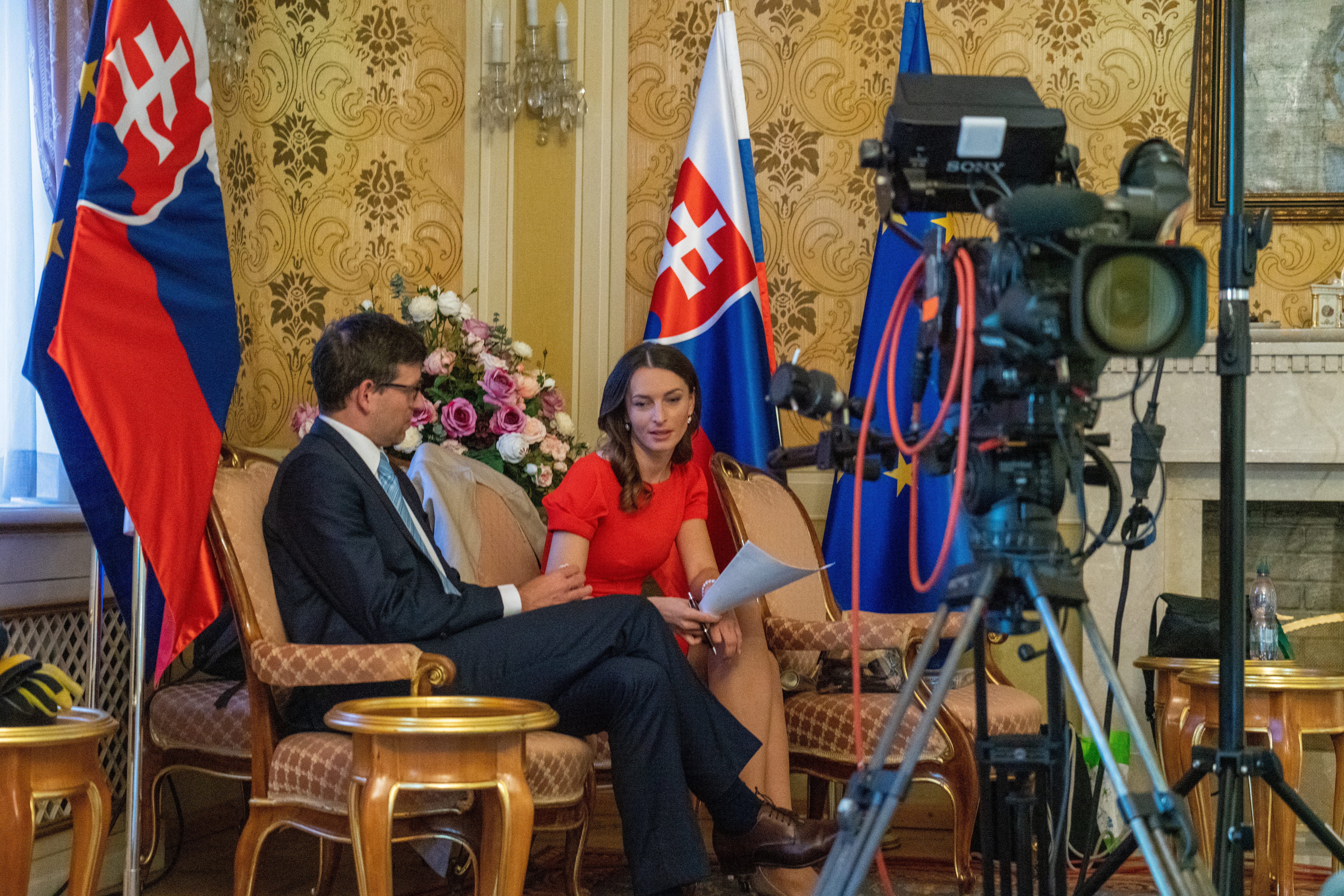
Dramaturg Petr Švec a moderátorka Jana Peroutková před natáčením
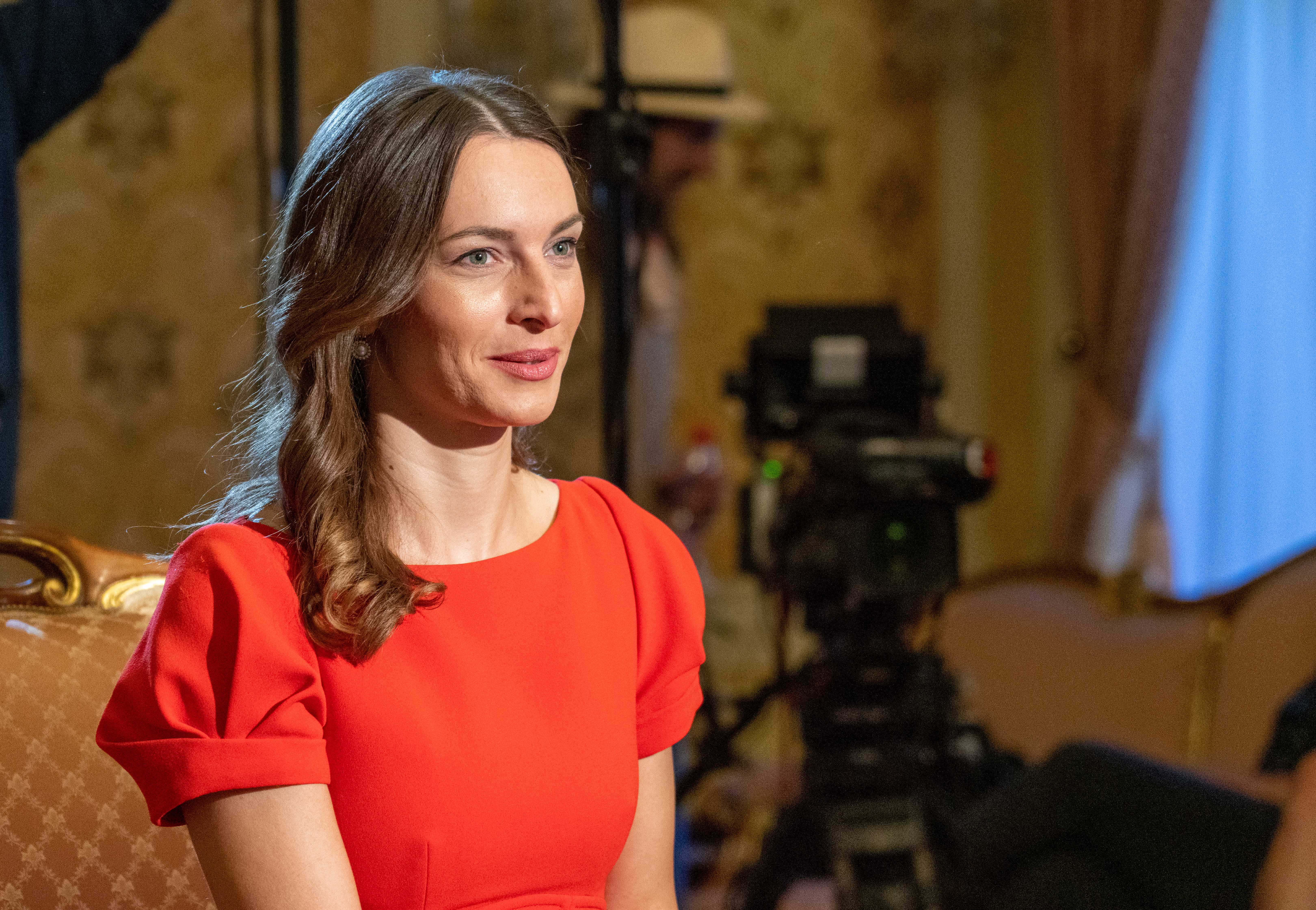
Jana Peroutková při rozhovoru
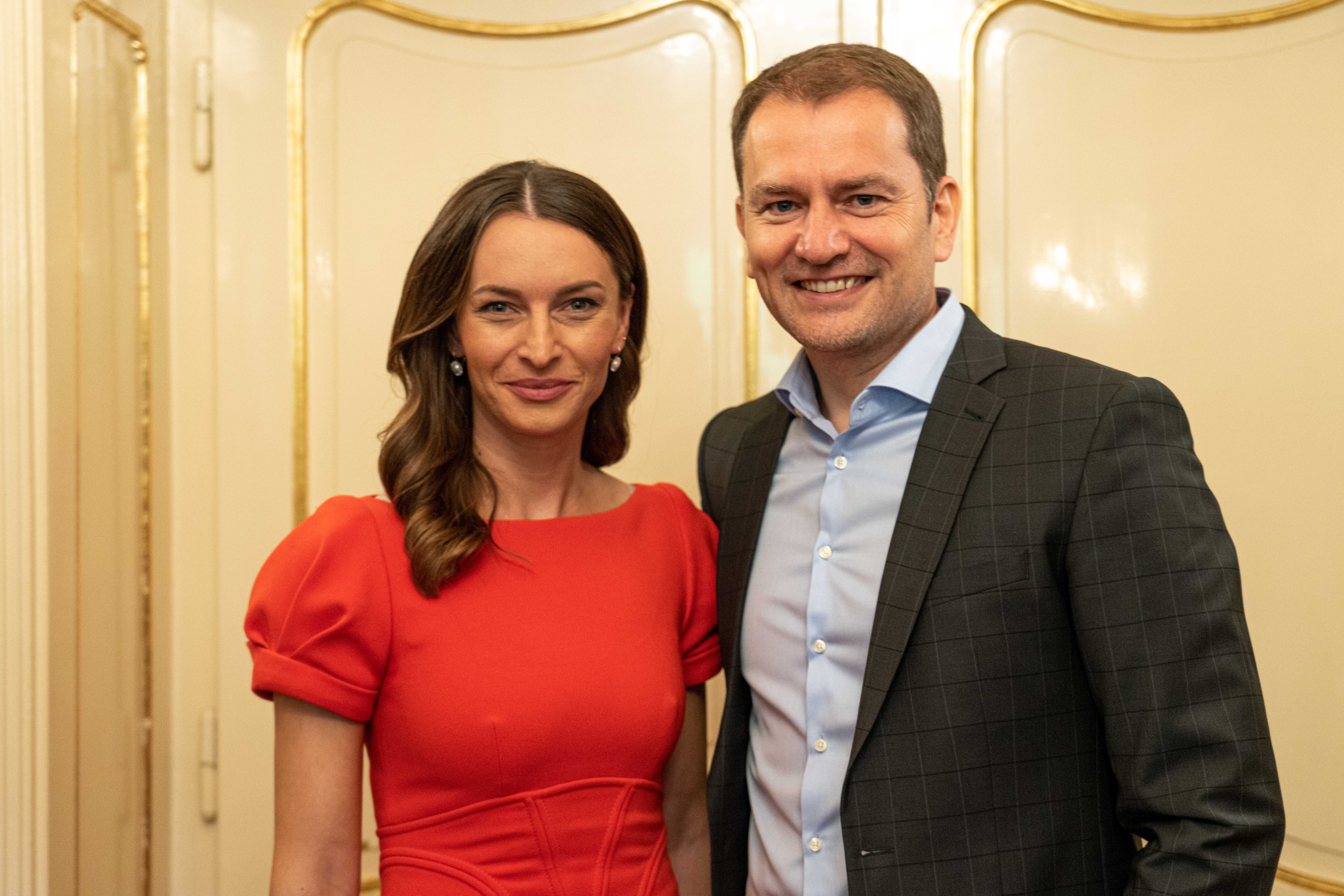
Jana Peroutková se slovenským premiérem Igorem Matovičem